# Flâmula Azul
A Flâmula azul (do título original em inglês Blue Riband) foi um prêmio criado pelas companhias transatlânticas no século XIX, para dar publicidade à velocidade super dos seus navios. No auge dessa competição, os principais navios ganhadores pertenciam às companhias britânicas Cunard Line e White Star Line. É um reconhecimento não oficial dado ao transatlântico de passageiros que cruza o Oceano Atlântico em serviço regular com a maior velocidade.
De acordo com as suas regras informais, a flâmula era atribuída ao navio de passageiros de linha regular transatlântica que batesse o recorde de velocidade média durante a travessia do Atlântico norte na rota Leste/Oeste e também na rota Oeste/Leste.
Foi atribuído pela primeira vez em 1838 ao barco de propulsão a vapor Sirius, à sua chegada a Nova Iorque. Esse recorde foi quebrado no dia seguinte, com a chegada do SS Great Eastern da Great Western Steamship Company.

## Rivalidade
Tendo começado como uma competição entre companhias  a competição tomou um carácter político com a competição entre a Inglaterra e a Alemanha desde o fim do século XIX.

## Recordes

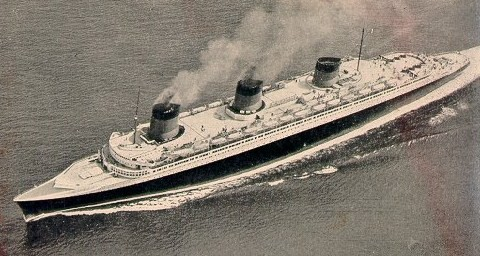
O Normandie vencedor em 1935 e 1937

A flâmula azul foi ganha principalmente por navios da Inglaterra, Alemanha e Estados Unidos, com ganhos ocasionais de embarcações da Itália (em 1933, com o vapor SS Rex) e da França (com o SS Normandie em 1935 e 1937). A última embarcação a ganhar a Flâmula Azul foi o navio americano SS United States em 1952.
Após os anos 1950, e com a fim das linhas regulares de passageiros transatlânticas, a concessão da flâmula azul deixou de ser reconhecida porque os seus possuidores não são navios de passageiros da linha transatlântica.
Atualmente continua a ser concedido o troféu Hales, que entre 1935 e 1952 complementou a flâmula azul, aos navios que realizam a travessia transatlântica, e que recentemente tem sido ganho por navios multicasco.